# امرأة المسافر عبر الزمان (رواية)
امرأة المسافر عبر الزمن (بالإنجليزية: The Time Traveler's Wife)‏ هي أول رواية للكاتبة الأمريكية أودرى نيفينجر، والتي نٌشرت عام 2003. وهي قصة حب تدور حول رجل ذو اضطراب وراثي يجعله يسافر عبر الزمن لا يمكن التنبؤ به، وزوجته فنانة، التي لا بد أن تتعامل مع غيابه المتكرر وتجاربه الخطرة. وتعتبر الكاتبة القصة كناية عن علاقاتها الفاشلة. وكما تُعتبر الرواية خيال علمي ورومانسي، تناقش أيضاً موضوعات مثل الحب، الفقدان وحرية الإرادة. على وجه الخصوص، فإنها تستخدم السفر عبر الزمن لاستكشاف غياب التواصل والمسافات بين العلاقات الإنسانية، وكذلك الخوض في بعض الأسئلة الوجودية.
واجهت نيفينجر صعوبات في العثور على وكيل أدبي لترويج روايتها الأولى. فأرسلت الرواية إلى ماك آدم/ كيج، وبعد مزاد بموجب حقوق التأليف والنشر، تم نشر الرواية. أصبح من أكثر الكتب مبيعاً بعدما واجه انتقادات من قِبل كاتب وصديق لعائلة نيفينجر، سكوت تورو، في برنامج تلفزيوني ذا تو داي شو على شبكة راديو وتلفزيون هيئة الإذاعة الوطنية NBC.
في مارس عام 2009 بلغت مبيعات الرواية حوالي مليونين ونصف نسخة فقط في الولايات المتحدة والمملكة المتحدة. وأعرب العديد من النقاد عن دهشتهم من وجهة نظر المؤلفة الفريدة، حول السفر عبر الزمن، وسلطوا الضوء على وصفها للزوجين، مشيدين بعمق العاطفة، في حين أن البعض الآخر انتقد استخدام الأسلوب الميلودرامي ووالحجاج المنطقي بشكل مفرط. فاز الكتاب بجائزة كتب بووك، وجائزة الكتاب البريطاني. وتم معالجته سينمائيا في أغسطس 2009.

## حبكة العمل

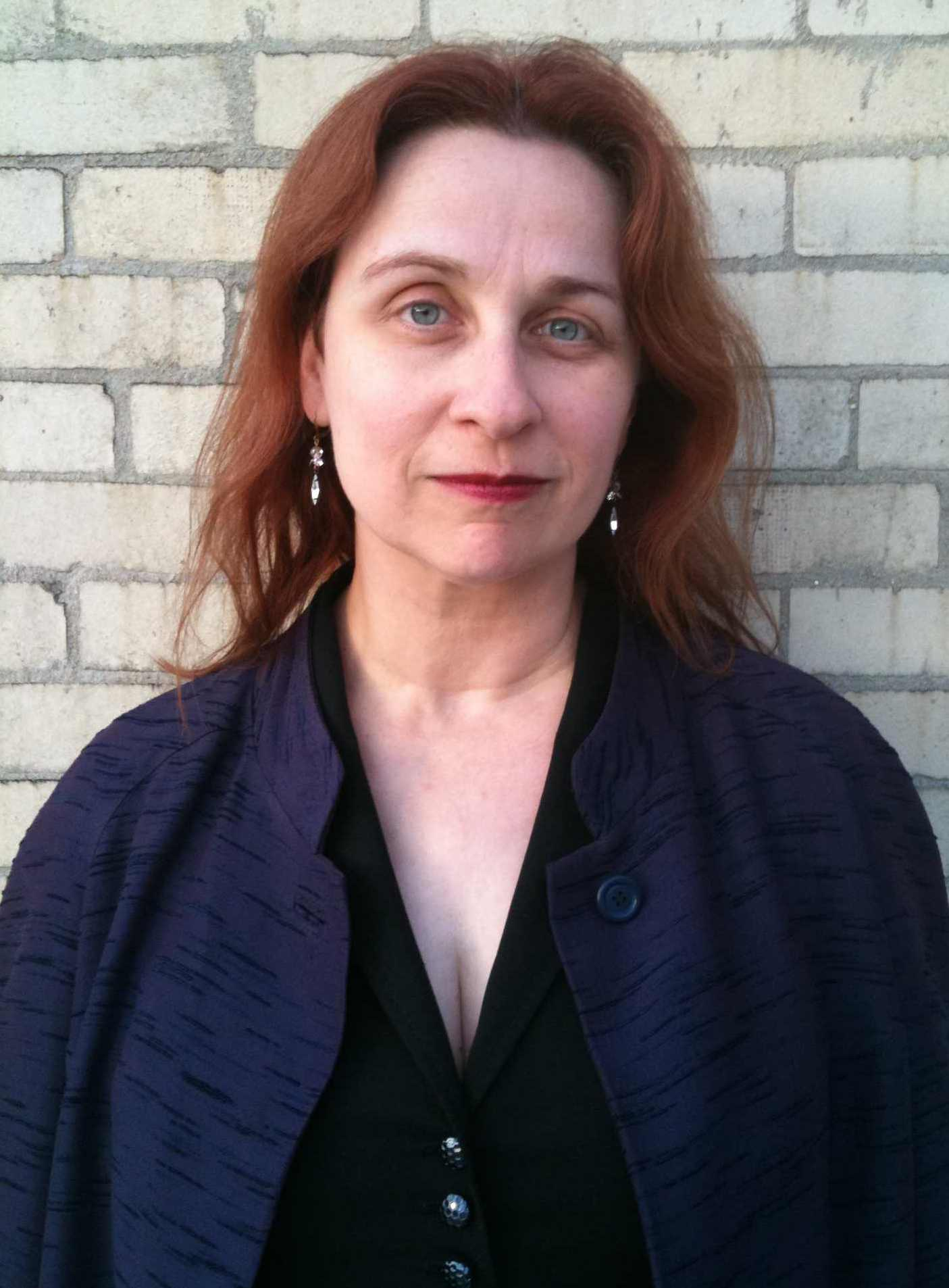
أودرى نيفينجر مؤلفة الرواية.

باستخدام صيغة المتكلم المفرد بالتناوب، تحكي الرواية قصص هنري دي تامبلي، الذي وُلد عام 1963، أمين مكتبة في مكتبة نيوبيري في شيكاغو، وزوجته كلارى أبشير، التي وُلدت عام 1971، الذي تصنع منحوتات من الورق. كان هنري يعاني من مرض وراثيٍ غريب جداً، الذي يطلق عليه «وقت التحول» والذي بسببه يجعله يسافر لا إرادياً عبر الزمن. على سبيل المثال في مقدمة الكتاب عندما التقت كلارى بهنري، في العشرين من عمرها، فقد كانت المرة الأولى التي يراها هنري، بينما هي كانت تعرفه منذ طفولتها.

يبدأ هنري في السفر عبر الزمن في الخامسة من عمره، قافزاً إلى الأمام وإلى الخلف في جدوله الزمني الخاص به. غير قادر على السيطرة على قفزاته، متى وأين يذهب، متى يعود وإلى أي مدى ستكون رحلته واسعة النطاق. طرقه المقصودة لها علاقة بذاكرة اللا وعي الخاص به، حيث يسافر بشكل متكرر إلى أماكن وأزمنه متعلقة بحياته الخاصة. يمكن لبعض الحوافز أن تسبب القفز مثل الكرب. كما أنه يلجأ إلى التمارين البدنية، وخاصةً الجرى ليحافظ على هدوئه وسلامه. وهو يبحث أيضاً عن أدوية في المستقبل التي قد تكون قادرة على مساعدته في السيطرة وقت سفره. ويسعى في البحث أيضاً عن مساعدة من قبل أحد علماء الوراثة، الدكتور كندريك، ومع ذلك لم يتمكن من اتخاذ أي شيء معه، سواءً من المستقبل أو من الماضي. فيظهر عارياً دائماً، وكانت مهمتِه الأولى هي العثور على ملابس، مآوى وغذاء. ولهذا السبب قد طوّر العديد من المهارات لتبقيه على قيد الحياة، مثل كسر الأقفال والدفاع عن النقس. 
| امرأة المسافر عبر الزمان (رواية) | من الصعب ان تبقى متروكاً دائماً في الخلف. انتظر هنري ولا أدرى أين هو وأتساءل إذا كان بخير. مرور الوقت أسرع بهذه الطريقة. سأخلدُ إلى النوم وحدّى، وسأستيقظُ وحدّى. سأغرق نفسي في العمل. كل شئ يبدو سهل حتى أن تُفكر في هذا. لماذا البعد يُزيد الحب؟ | امرأة المسافر عبر الزمان (رواية) |

وذات مرة، عندما كانت جداوله الزمنية المعنية تتلاقي بشكل طبيعي بتعرفهم على هنري في ذلك الوقت. والذي بدأ رحلته بالسفر إلى طفولة وفترة مراهقة كلاري في هافن الجنوبية، والتي بدأت عام 1977، عندما كانت كلاري في السادسة من عمرها. وفي واحدة من هذه الزيارات الأولى قد أعطي هنري لكلاري، قائمة بالأيام عند التي سيظهر فيها، فتقوم بكتابتها في مذكراتها لكى نتذكر أن تترك له ملابس وغذاء حين وصوله. أثناء زيارة أخرى، ويكشف هنري عن غير قصد أنهم سيتزوجون في المستقبل. مع مرور الوقت قد تطوّرت العلاقة، فأصبحت قوية جداً. وفي وقت آخر، هنري يساعد كلاري في تخويف وإذلال شابٍ كان قد تحرش بها. وكانت زيارته الأخيرة لشباب كلاري في عام 1989، في عيد ميلادها الثامن عشر، تم خلاله ممارسة الحب للمرة الأولى. ثم ظلّا منفصلين لمدة عاميّن حتى التقيا في المكتبة.
تزوجا هنري وكلاري، ولكن كانت كلاري تُعاني من مشاكل في نهاية فترة حملها، ربما خوفاً من أن ينتقل الشذوذ الجيني لدى هنري إلى الجنين. بعد ستّة عمليات إجهاد تلقائية، هنري تمنى إنقاذ كلاري، فخضع لعملية قطع القناة الدافئة، ليخفف من آلامها. ومع ذلك، أصبحت كلاري حاملا مرة أخرى، عقب زيارة هنري السابقة لها في إحدى الليالي. بعد صعوبات عديدة، ولدت ابنة، ألبا، التي تسافر أيضاً عبر الزمن، ولكن على عكس والدها، فلديها بعض السيطرة على مصائرها. قبل ولادتها، هنري سافر إلى المستقبل وإلتقي بابنته، وكانت تبلغ عشر سنوات من العمر، في رحلة مدرسية، وقال لها أنه سوف يموت عندما تبلغ خمس سنوات من العمر. عندما بلغ هنري الثلاثة واربعون من عمره، وهي السنة الأخيرة من حياته، سافر إلى مرآب لتصليح السيارات في شيكاغو خلال فصل الشتاء البارد، ولم يجد ملابس أو مأوى. نتيجة لانخفاض حرارة الجسم وتجمد الأطراف، ينبغي أن تكون قدميه مبتورة الأطراف في الوقت الحاضر. هنري وكلاري كل منهما يعرفان أنه بدون القدرة على الهروب في سفراته، هنري بالتأكيد سوف يموت في واحدة من القفزات القادمة. قفزَ هنري إلى غابة في ميشيغان في عام 1984 وأُطلقَ بالرصاص يوم رأس السنة الجديدة لعام 2006 عن طريق الخطأ من قبل شقيق كلاي، وهو المشهد الذي كان قد ظهر في وقت سابق في الرواية. هنري عادَ إلى الحاضر ليموت في أحضان كلير. وبعد وقت قصير من وفاته، وجدت كلاي رسالة من هنري طالباً فيها «أن لا تنتظره»، ولكن الذي يصف فبها أيضا لحظة التقائها به مرة أخرى في المستقبل.

## النوع
واجهوا النقاد صعوبات لتصنيف النوع الأدبي الذي تنتمي له هذه الرواية. بعض النقاد اعتبروها تنتمي إلى الخيال العلمى والبعض الآخر اعتبرها رواية رومانسية. كانت المؤلفة نفسها غير راغبة في تسمية الرواية، قائلة «لم أفكر في الرواية كخيال علمي، على الرغم من أنه شق من هذا النوع.» الرواية تتناول العلاقة بين هنري وكلاري والصعوبات التي واجهها. كما علقت على أن الرومانسية بين البطلين تستند إلى الدماغ مطابقة من الشخصيات من دوروثي سايرز، لورد بيتر ويمسي وهارييت فاين.
الرواية يمكن مقارنتها بحكايات السفر عبر الزمان مثل والآن ودائماً، من لجاك فيني 1970. والفيلم في مكانٍ ما في زمن 1980. وقد تم مقارنة هنري بـ بيلي بيلجريم، شخصية من عمل في مسلخ «كورت فونيغوت-خمس 1969». وووصف كاتب الخيال العلمي تيرينس جرين الرواية بأنها «قصة حب عبر الزمن.»
امرأة المسافر عبر الزمن لا تُقدّم التناقضات المعتادة من السفر عبر الزمن من خلال روايات الخيال العلمي التقليدية. لكنها كما وصفها الناقد مارك موهان، رواية "السفر عبر الزمن تُستخدم كـكناية عن كيفية كون شخصين على علم بعضهما البعض مدى الحياة.

## المواضيع
وقد حددت نيفينجر النقاط التي تدور في فَلكها الرواية كالآتي: "المتحولون، الحب، والموت، والجنس، والبتر، والوقت". وبدورهم أبرز النقاد مواضيع الحب والفقدان والوقت. ووفقا لتشارلي لي بوتر، من صحيفة الإندبندنت، فالكتاب ما هو إلا " رثاء للحب والفقدان. كما تم التعبير عن الحب بين هنري وكلير في مجموعة متنوعة من الطرق، يتخللها تحليل تاريخ الحياة الجنسية لكلاهما.
فبينما معظم الرواية يُظهر هنري وكلير متحابين، تبدو النهاية مأساوية بشكل أكبر "فالإبحار عبر الزمن يصبح وسيلة لتمثيل التعسف، الزوال وسوء الحظ "، وفقا لذا بوسطن جلوب وطبقا لما كتبه أندرو بيليين في صحيفة ذي تايمز، الكتاب قد يُصنف أيضا ككونه تحليل نسائي للزواج على أنه علاقة يحق فيها للذكر وحده التغيب".
كما أشار الكثير من النقاد إلى أن السفر عبر الزمن قد يمثل العلاقات التي لا يستطيع الأزواج التواصل خلالها. وقد ذكرت ناتاشا والتر، في صحيفة الغارديان كيف أن الكتاب لفت الانتباه إلى تباين المشاعر في أي علاقة، بمعنى أنك يمكنك استشعار قصة حب مختلفة قليلاً عن تلك التي يحياها شريك حياتك.
فعلى سبيل المثال يشير النقد للرواية إلى الجزء الذي يصف المرة الأولى التي يمارس فيها كلير وهنري الجنس (فعمرها 18 عاما وهو سنه41 عاما)، بعدما تزوج منها. وبعد هذا الفاصل، يعود إلى عصره وزوجته التي تروي:
«غادر هنري منذ أربع وعشرين ساعة تقريباً، وكالعادة أجدنى ممزقة وقلقة بشأنه: تُرى أين هو وفي أي توقيت يكون وأظل هائمة على وجهي لعدم وجوده هنا (...) أسمع صفير هنري بينما هو قادم عبر خلال الحديقة، إلي الاستوديو. يحك الثلج عن حذائه ويخلع معطفه. يبدو رائعا، وسعيدا حقا. ينبض قلبي بشدة وأبدأ في التكهن: «24 مايو 1989؟» «نعم، أوه، نعم!» يحملني بين ذراعيه (...) وندور متعانقين. الآن أنا أضحك، بل نضحك سوياً.»
الرواية تُثير تساؤلات حول الحتمية والإرادة الحرة. على سبيل المثال، يتساءل الناقد دان فالك: بما أن رحلة هنري«قد حدثت بالفعل»، ألا ينبغي ببساطة أن يجبر نفسه على التصرف تماماً كما يقتضي الأمر؟، أو ربما يكون مُجبراً ويشعر فقط أن لديه فرصة للتغيير...؟ فبلا شك ترى المؤلفة أن الرواية ليست بصدد الحديث عن المصير، ولكن عن العشوائية وفقدان الوعي.

## استقبال الجمهور للرواية
تصدرت الرواية قائمة العمال الأكثر مبيعا بعدما أشاد بها الروائى سكوت تور في البرنامج التليفزيوني توداي شو. وعلى الرغم من أن هنري لا يمكنه تغيير المستقبل، إلا إنه لن يعود «ساخراً»، وبالاتفاق مع لي بوتر، فإن الرواية تبين أن الناس يمكن أن تتغير بفضل الحب. ومن جانبها تُشير ناتاشا والتر إلى أن هناك «صِبغة شبه دينية» للرواية في حتمية حياة وموت هنري وكلير.
صدرت الطبعة الفاخرة من امرأة المسافر عبر الزمان في الولايات المتحدة من قِبل الناشر ماك آدم/كيج. وفي المملكة المتحدة من قِبل الناشر راندوم هاوس في الأول من يناير سنة 2004. كما أطلق الناشر الأصلي «حملة تسويق واسعة النطاق» للرواية، بما في ذلك الإعلانات في صحيفة نيويورك تايمز ومجلة نيويوركر، فضلاً على الجولة الترويجية للروائية نفسها.
فقد احتلت الرواية المركز التاسع في قائمة الأكثر مبيعاً للنيويورك تايمز. فبعدما أشاد بها الروائي الشهير سكوت تور، المتخصص في الروايات السوداوية، في البرنامج التليفزيوني توداي شو. وقد نفذت الطبعة الأولى منها، قرابة 15 ألف نسخة، وتمت إعادة طباعتها حوالي 100 ألف نسخة أخرى.